# Збигнев Жобро
Збѝгнев Тадѐуш Жо̀бро (на полски: Zbigniew Tadeusz Ziobro ) е полски политик и юрист, от 2015 година министър на правосъдието, а от 2016 година главен прокурор на Полша.
В годините 2005 – 2007 министър на правосъдието и главен прокурор на Полша. Депутат в Сейма IV, V, VI и VIII мандат, депутат в Европейския парламент VII мандат, съосновател и председател на политическата партия Солидарна Полша.